# 十兄弟
十兄弟是一个传统中国民间故事，不同地区间流传着大量不同版本，人数亦有演绎为五兄弟、六兄弟、七兄弟、八兄弟、九兄弟不等，但以十兄弟的故事流传最广。

## 故事情节
据刘守华《中国民间故事史》，其原型可能是明朝的《憨子杂俎·七兄弟》。但后世在不同地区，故事演化出大量不同版本。不同版本中，十兄弟的故事情节有一定变化，共通之处在于：
1. 兄弟们需要共同做一件事；
2. 他们有不同的异能。

以钟敬文《中国民间故事形式》、艾伯华《中国民间故事类型》为例，其大致情节是：“一对夫妇老来得子十个，十人各有奇特之处，大哥犯罪后弟弟们依次顶上，后来却因分东西不均，都淹死在最小的弟弟的眼泪中”。但各个版本中十个人需要做的事情、结局等存在差异，遇到难题的也不一定是大哥，也有父亲、所有兄弟等情况。
丁乃通在《中国民间故事索引》中提到了故事中可能会出现的具体异能，如千里眼、不怕水、不怕火等等。祁连休则指出除了“十”之外，兄弟人数也有五、六、七、八、九等。

## 改编
20世纪之后，十兄弟被改成了诸如绘本、电影等不同媒体的作品。《葫芦兄弟》的故事也是借鉴十兄弟诞生的。

## 类似
《六个人走遍天下》